# Fermes de Guyancourt
Les fermes de Guyancourt  sont sept grandes fermes qui existaient sur le territoire de Guyancourt située dans le département des Yvelines et la région Île-de-France. Elles dominaient les espaces économique et politique de la commune jusqu'aux années 1945. Tout ou partie des bâtiments de celles-ci existent toujours et sont reconvertis en : logements, centre culturel, espace cultuel, locaux d'enseignement, bureaux ou restent simplement une ferme.

## Les fermes à l'époque moderne duXVIIesiècleauXVIIIesiècle
La paroisse est intégrée à la fin du XVIIe siècle dans le grand Parc de Versailles. La majeure partie des terres est acquise par Louis XIV et ses successeurs. Les fermes appartiennent au roi, à l'exception toutefois de la ferme de Trou qui appartient aux Dames de Port-Royal des Champs.

### La ferme de Bel Ebast

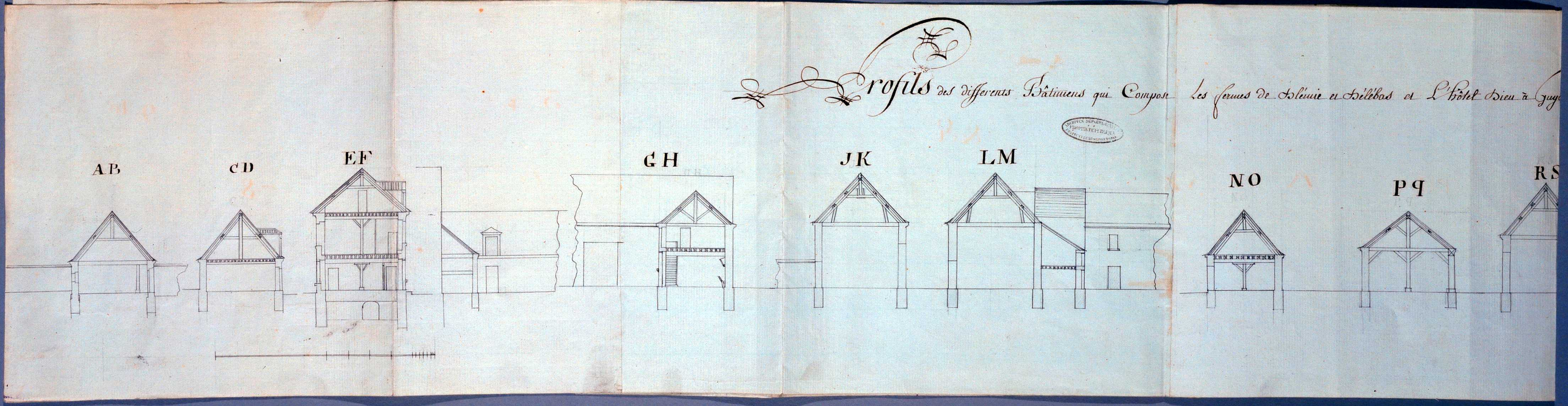
Plans ferme Bel Ebat et Hôtel Dieu.

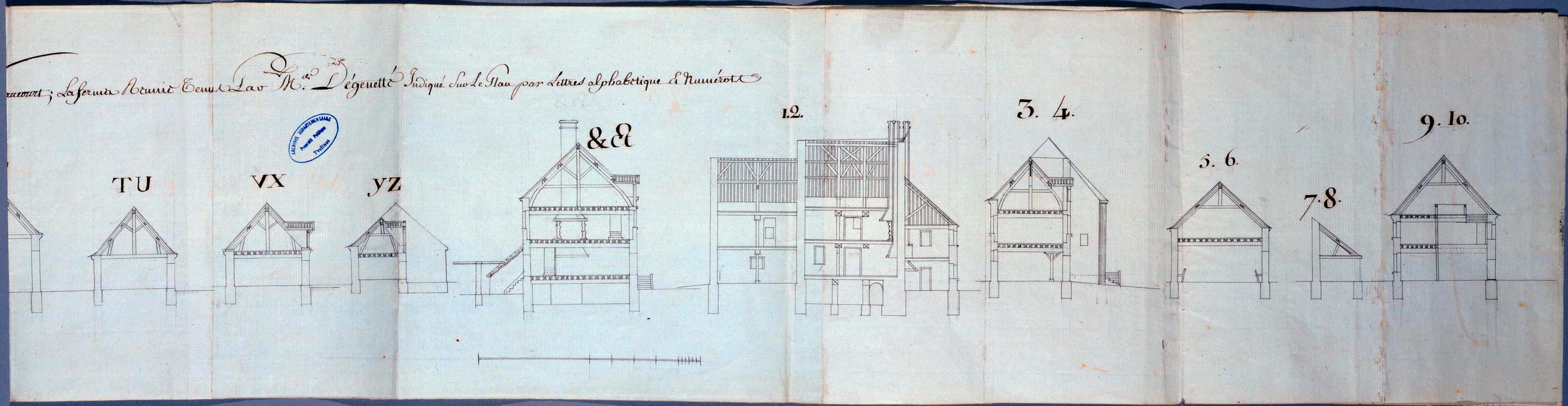
Plans ferme Bel Ebat et Hôtel Dieu planche 2.

48° 46′ 13″ N, 2° 04′ 12″ E

### La ferme de Chateauneuf
48° 46′ 23″ N, 2° 04′ 09″ E

### La ferme de Bouviers
48° 46′ 54″ N, 2° 03′ 59″ E
La ferme de Bouviers appartenait au Collège de la Marche, puis elle fut vendue au Collège de Montaigu. Lors de l'intégration de Guyancourt dans le parc de Versailles, elle devint une ferme royale. Ce sont alors des fermiers du Roi qui la gèrent : Thomas Piot en 1707, Charles Thomas Piot en 1750, Jean Thomas Piot en 1782 puis Louis Bedier en 1783.

### La ferme de La Minière
48° 46′ 34″ N, 2° 05′ 29″ E

### Les deux fermes de Trou
48° 46′ 37″ N, 2° 02′ 55″ E
Il existait deux fermes dans le hameau de Trou. La ferme des Dames de l'abbaye de Port Royal acquise par elles en 1658 et une autre ferme plus modeste appartenant au Roi. En 1740, en épousant Charlotte Claire Piot, la fille du fermier de Bouviers, Thomas Pluchet prend à bail la grande ferme de Trou. Sa femme décède en couches quelques mois plus tard et il épouse la sœur d'un fermier royal. À partir de 1746, il prend en outre le bail de la petite ferme et, en 1770, il cède les deux baux à son fils aîné Vincent Charlemagne Pluchet, lorsque celui-ci se marie. Ce dernier achète les deux fermes lors de la vente de biens nationaux. Son fils Alexandre Pluchet lui succède en 1803. Ce sont ensuite le gendre de ce dernier, Nicolas Pasquier, et sa fille, Virginie Pluchet, à partir de 1823, puis leur fils Édouard Pasquier qui dirigent l'exploitation.

### La ferme de Villaroy
48° 45′ 17″ N, 2° 05′ 27″ E
Villa Roy est significatif d'un domaine rural à l'époque féodale. L'historien Jean Lebeuf indique qu'une commanderie de Villaray apparait dans le catalogue des grands maîtres de l'Ordre hospitalier et militaire de Saint-Lazare de Jérusalem en 1642. Villaroy eut ses propres seigneurs, en 1580, on retrouve une Dame de Villaroy dénommée Marie Chambon.  Puis le commandeur Monsieur de Breget la vendit au roi Louis XIV qui en restera propriétaire jusqu'à la révolution.

## La vente des fermes à la Révolution
- La ferme de Bouviers : Pendant la révolution, l'industriel Christophe-Philippe Oberkampf (1738 - 1815) a racheté la ferme, en septembre 1795,  afin de contrôler la source de la Bièvre.

- La ferme de Villaroy : La ferme royale fut vendue à un riche bourgeois parisien, Pierre-Élie Henry. Ce changement de propriétaire ne changea pas les activités des lieux.
- Les fermes de Trou : Les deux fermes, la grande ferme appartenant à l'abbaye de Port Royal et la petite ferme appartenant au domaine royal sont achetées par le fermier en place, Vincent-Charlemagne Pluchet.

## Les fermes à l'époque contemporaine duXIXeauXXIesiècle

### La ferme de Bel-Ébat

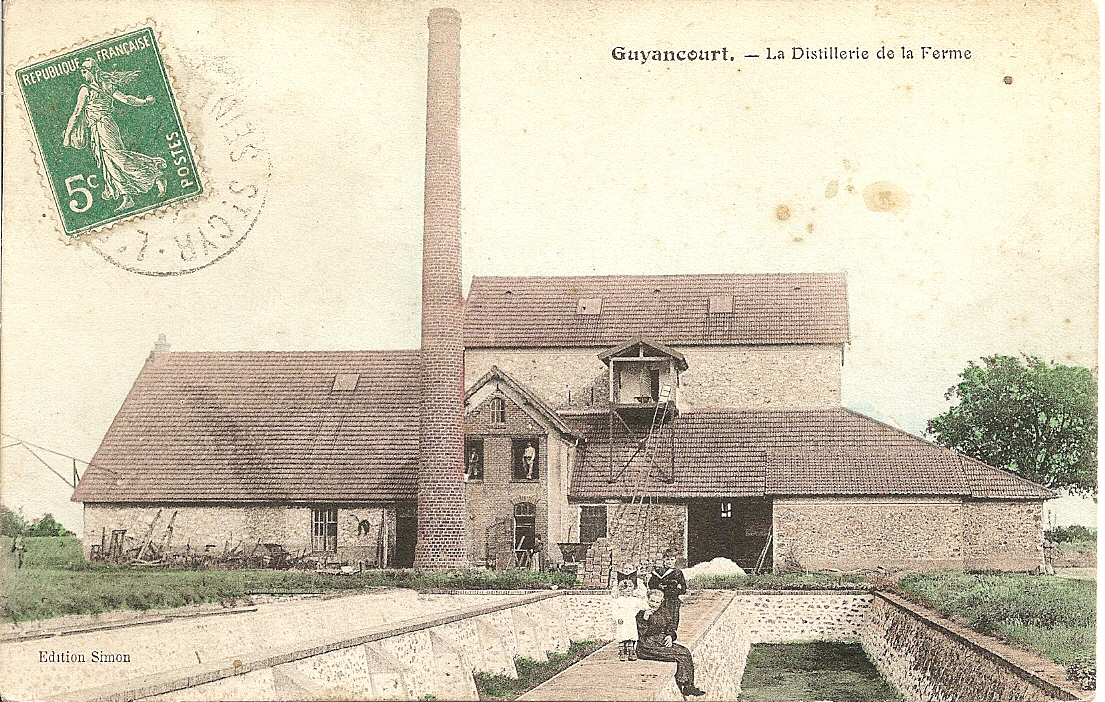
La distillerie de la Ferme de Bel Ébat.

De 1918 à 1920, le fermier Eugène Henri Pierre Besnard, propriétaire de la ferme de Bellebas fit construire à la sortie du centre village, une cité ouvrière. Ces maisons jumelées, construites en pierre meulière et briques, étaient destinées aux ouvriers agricoles de la ferme de Monsieur Besnard. Il s'agit là d'une pratique comparable aux industriels du Nord[Selon qui ?], mais assez exceptionnelle dans le milieu rural. Henri Besnard a été par ailleurs maire de Guyancourt à cette époque. Son fils lui aussi à la tête de la ferme de Bellebas, lui succède quelques années plus tard comme maire (voir la liste des maires dans le paragraphe administration de la page Guyancourt). Ces maisons sont toujours visibles rue des Graviers, une seule ayant été détruite pour réaliser la place Hélder Câmara. 
La carte postale ci-contre montre la distillerie de la ferme de la famille Besnard. Il s'agit d'une véritable usine, construite en 1891 et qui fonctionnera jusqu'en 1960. Après la récolte des betteraves sur les terres de la ferme, celles-ci sont déchargées dans les cuves au premier plan de la carte postale. Après avoir été nettoyées et lavées, elles sont découpées. Puis c'est la fermentation du moult dans des cuves, l'alcool est extrait par distillation. Les résidus servent ensuite à l'alimentation du bétail.

### La ferme de Châteauneuf

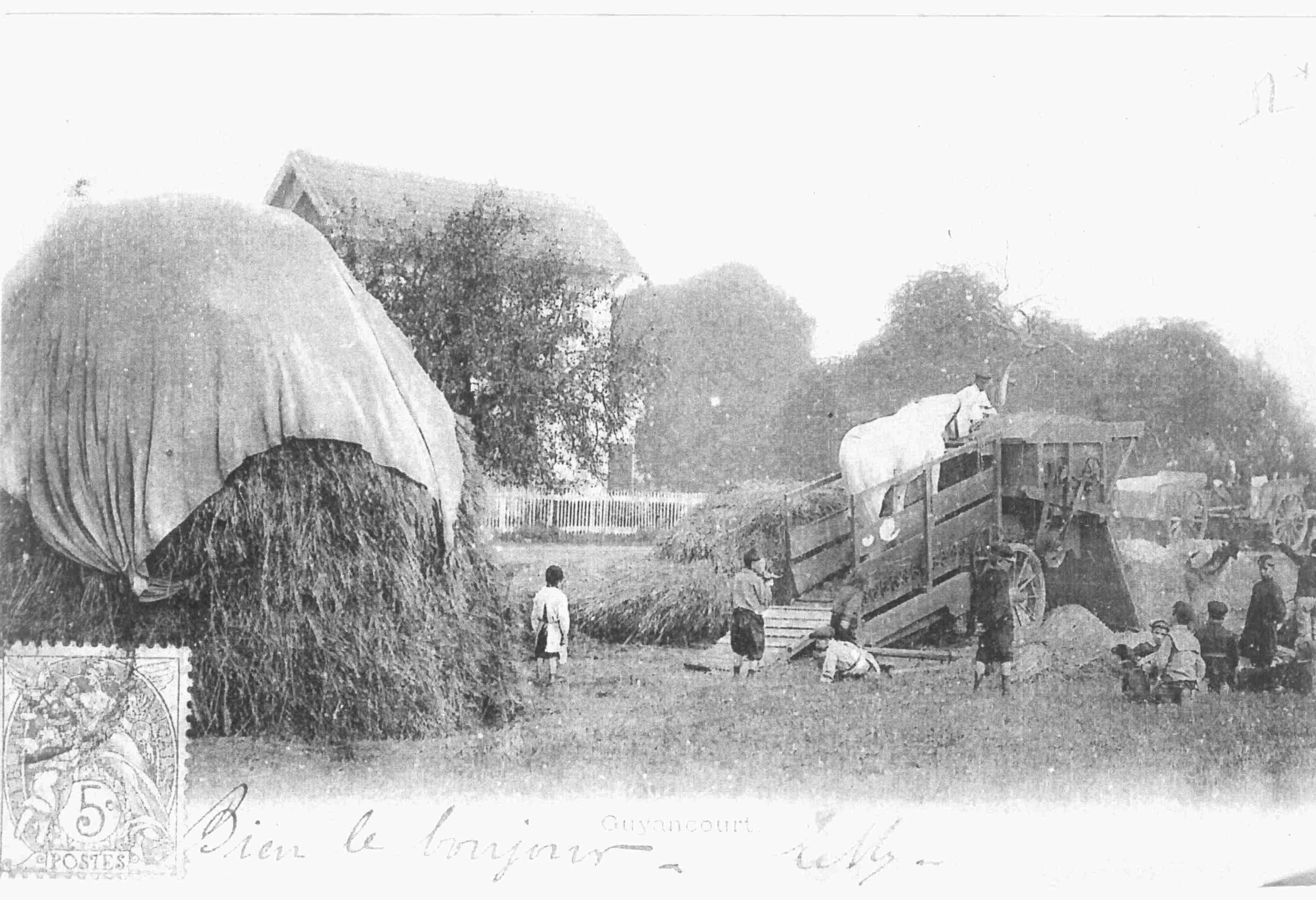
Batteuse animée par un cheval début XXe siècle)

Vers 1890, le pont-levis a été remplacé par un pont en meulière qui existe toujours.

### La ferme de Bouviers
Après la faillite d'Oberkampf, le ferme est vendue. On retrouve entre 1861 et 1872, Ferdinand Lebeau comme fermier qui fut aussi maire de Guyancourt. C'est en 1987, que l'exploitation a cessé, Monsieur Hue en était alors le propriétaire. Aujourd'hui en 2007, les bâtiments sont loués à une entreprise privée d'espace vert.

### La ferme de La Minière
En 1892, le fermier Monsieur Leclère déterre dans un champ de la ferme de La Minière, une urne datant de l'époque romaine qui prouve une occupation à cette époque.
En 1952, cette exploitation de 260 hectares est achetée par l'Institut national de la recherche agronomique qui y installe par la suite les laboratoires et services de La Minière.

### Les deux fermes de Troux
Le hameau de Troux est aujourd'hui inclus dans le quartier des Garennes. 
La ferme des Dames de Port-Royal est actuellement en cours de transformation. Il y est prévu l'implantation de l'Institut Pierre-Simon-Laplace: institut de recherche en sciences de l'environnement global. L'institut sera placé sous l'autorité du climatologue Jean Jouzel, lauréat du prix Nobel 2007 et par ailleurs vice-président du Groupe d'experts intergouvernemental sur l'évolution du climat (GIEC). L'architecte Michel Rémon réutilise une partie des bâtiments de l'ancienne ferme dont la maison de maître et réalise un bâtiment neuf sur trois niveaux abritant les laboratoires et chercheurs. Ce site accueillera la direction centrale de l'institut et deux laboratoires. Le coût global du projet est de 29 millions d'euros pour un équipement d'une surface utile de 8 950 m2, les travaux ont commencé en septembre 2007. Ainsi en mars 2009, 250 à 300 chercheurs et ingénieurs étudieront les sciences de l’univers à quelques centaines de mètres de l’université.
La deuxième ferme accueille depuis de nombreuses années le Centre d'accueil et de prière Saint-Jacques dit CAP Saint-Jacques.